# فوجي أوكاموتو
فوجي أوكاموتو (4 يوليو 1905 – 4 يناير 1984) هو ملاكم ياباني راحل، مثّل بلاده في الألعاب الأولمبية الصيفية 1928.

## روابط خارجية
فوجي أوكاموتو على موقع أوليمبيديا (الإنجليزية)